# Cumbre de la ASEAN
La Cumbre de la ASEAN es una reunión semestral organizada por los miembros de la ASEAN en relación con el desarrollo económico, político, sociocultural y estratégico de los miembros de la ASEAN.  
El encuentro Asia-Europea es un foro de discusión interregional entre la Comisión Europea y los 28 países miembros de la Unión Europea, y los miembros de la ASEAN Plus Three (les miembros de la ASEAN, China, Japón, y Corea del Sul). Hoy incluye también el secretariado de la ASEAN, India, Mongolia, Pakistán, Australia, Nueva Zelandia, Rusia, Bangladés, Noruega, Suiza y Kazajistán. Su objetivo es profundizar las relaciones entre Asia y Europea. 
Entre los tres temáticos más importantes del encuentro Asia-Europea están la política y la seguridad, finanza y la economía, sociedad, cultura y educación. Allí se trata también de la mitigación del cambio climático o de la transportación. 
Cada 2 años (durante los años pares) jefes de Estado se encuentran para el foro, alternativamente en Asia y en Europea. En paralelo se encuentran también los ministerios de Asuntos Exteriores en ese marco (cada año impar). 
La idea de un encuentro entre jefes de Estado de los países de Asia y Europa se ha originado gracias a una proposición en 1994 por el primer ministro de Singapur Goh Chok Tong y el premier ministro francés Édouard Balladur.  2 años después el primero encuentro Asia-Europea tuvo lugar en Bangkok.
Hoy este proceso es generalmente considerado como un formanto que es parte  de una manera interesante para intensificar las relaciones entre Asia y Europea en el marco del rejuvenecimiento del orden Mundial. 
Este encuentro ha dado lugar a la Fundación Asia-Europea en Singapur, la única institución permanente fundada por dicho encuentro.